# Carn Ferched

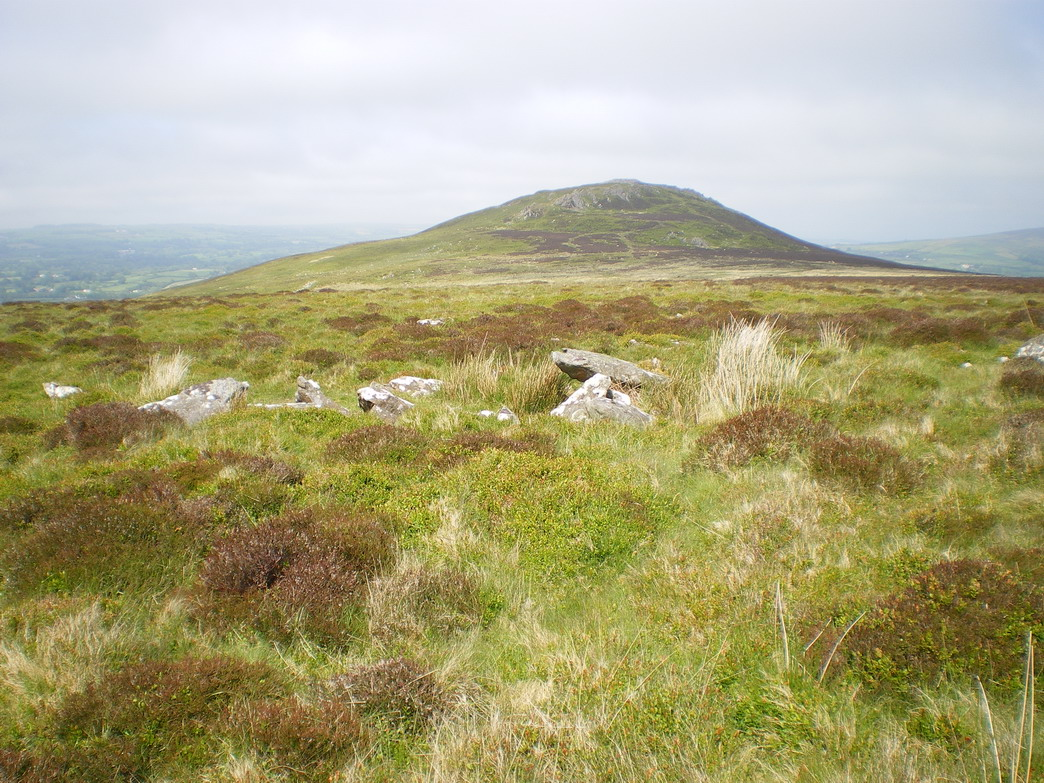
Carn Ferched in der Bildmitte

Carn Ferched ist ein runder Cairn zwischen den Bergen Foel Drygarn und Carn Menyn in Crymych bei Cardigan in Pembrokeshire in Wales.
Der etwa 0,7 m hohe Platform Cairn hat etwa 16,0 m Durchmesser und liegt auf dem Bergrücken, der die Ostseite von Mynydd Preseli bildet, in offenem Moorland. Er stammt wahrscheinlich aus der Bronzezeit (800 bis 300 v. Chr.). Es gibt eine große zentrale Eintiefung, wahrscheinlich als Ergebnis einer nicht verzeichneten Untersuchung. Der Aushub der zentralen Mulde wurde auf den Steinhügel abgelagert. Mehrere kleine Quarzitbrocken sind innerhalb des schlecht definierten Randsteinringes sichtbar.
Platform Cairns wurden sowohl einzeln als auch als Teil größerer Gräberfelder errichtet. Ausgegrabene Beispiele haben gezeigt, dass die Monumente im Wesentlichen zeremoniell sind – mit einer Verbindung zu einem Begräbnis. Rituale, bei denen Holzkohle verbrannt wurde, vielleicht symbolisch für den Scheiterhaufen, scheinen wichtig gewesen zu sein.
Das gut erhaltene und ungewöhnliche Denkmal ist ein wichtiges Relikt einer prähistorischen Bestattungs- und Kultlandschaft und hat ein bedeutendes archäologisches Potential, mit einer hohen Wahrscheinlichkeit, dass sowohl intakte Bestattungs- oder rituelle Ablagerungen als auch ökologische und strukturelle Beweise vorhanden sind.
Carn Ferched Standing Stones oder Maenllwyd y Rhos sind zwei stenhende Menhire (englisch Standing stones) und ein umgefallener in der Nähe des Cairns.